# 日本版画奉公会
日本版画奉公会（にほんはんがほうこうかい）とは昭和18年（1943年）に結成された版画家、彫師、摺師らの団体である。

## 概要
日本版画奉公会は昭和18年（1943年）5月に大政翼賛会の下に日本の版画の伝統を守るために版画家、彫師、摺師らによって結成された団体で、恩地孝四郎を理事長として発足、その事業として皇民版画芸術の宣揚、慰問版画の制作などを掲げていた。漫画挿絵とともに、日本美術報国会第五部を組織した。翌昭和19年（1944年）2月には戦艦献納帝国芸術院会員美術展を開催、同年6月、その出品作品の中から川合玉堂、鏑木清方、上村松園、小室翠雲、結城素明による肉筆画の作品を木版複製版画として制作を始めた。制作主任には川面義雄、彫師では柴村神之助、佐藤寿禄吉、前田謙太郎、増田初が、摺師では猪村正之助、小川房吉、坂倉清次郎が携わり、奥山儀八郎工房を使用して行われた。
なお、昭和20年（1945年）3月には東京大空襲が起こり、8月15日には終戦を迎えるとともに解散される。

## 機関誌
「日本版画」をその機関誌としたが、その実態は、西田武雄（西田半峰）の日本エッチング研究所が発行していた「エッチング」誌を改名したものである。
「エッチング」誌は昭和7年（1932年）11月創刊し、日本版画の改名した後、戦災で西田が疎開したことを以って昭和20年（1945年）1月号をもって132号で廃刊した。

## 会員[1]
- 版画家
  - 恩地孝四郎
  - 西田半峰
  - 石塚太喜治
  - 今純三
  - 駒井哲郎
- 彫師
  - 柴村神之助
  - 佐藤寿禄吉
  - 前田謙太郎
  - 増田初
- 摺師
  - 猪村正之助
  - 小川房吉
  - 坂倉清次郎